# Ілона Угорська
Ілона Угорська (угор. Magyarországi Ilona), (нар. близько 1155—1145 — пом. 25 грудня 1199) — угорська принцеса з династії Арпадів, донька короля Угорщини Гези II та київської княжни Єфросинії Мстиславівни, дружина герцога Австрії та Штирії Леопольда V.
Онука Мстислава Великого, правнучка Володимира Мономаха. І по батьківській і по материнській лінії була нащадком Великих князів Київських.

## Біографія
Ілона народилася близько 1155 року. Вона була донькою короля Угорщини Гези II та його дружини Єфросинії Київської, доньки Великого князя Київського Мстислава. Дівчинка мала братів Іштвана, Белу, Гезу та Арпада й сестер Єлизавету, Одолу та Маргіт.
Становище в країні в цей час було стабільним, оскільки, не зважаючи на інтриги родичів, її батько зміг вдало лавірувати між двома сусідніми імперіями. Однак, він помер, коли Ілоні було близько 7 років, і наступним королем став її брат Іштван. Весь час його правління тривали війни із імператором Мануїлом Комніном. Навесні 1172 королем став інший брат Ілони, Бела, який багато років провів у візантійському полоні. Його володарювання стало одним із найуспішніших в угорській історії.
На День Святої Трійці, 12 травня 1174 року Ілона була видана заміж за принца Леопольда, старшого сина герцога Австрії Генріха II. За іншими даними, весілля відбулося 12 березня 1172.
Раніше брат Ілони Іштван був одруженим із сестрою Леопольда, Агнесою, однак у березні 1172-го він помер, імовірно, від отруєння. Новим союзом король Угорщини мав на меті укріпити зв'язки країни із заходом в умовах експансії Візантії.
Більш за все чоловік Ілони прославився участю у Третьому хрестовому поході, коли він під час взяття Акри одним із перших піднявся на стіну міста та встановив свій прапор, дворічним полоном короля Річарда Левове Серце у замку Дюрнштайн та приєднанням Штирії.
Наприкінці 1194 Леопольд помер після того як впав із коня на лицарському турнірі. Єлена пережила його на п'ять років і пішла з життя на Різдво 1199-го. Обоє поховані у абатстві Гайлігенкройц.

## Родина

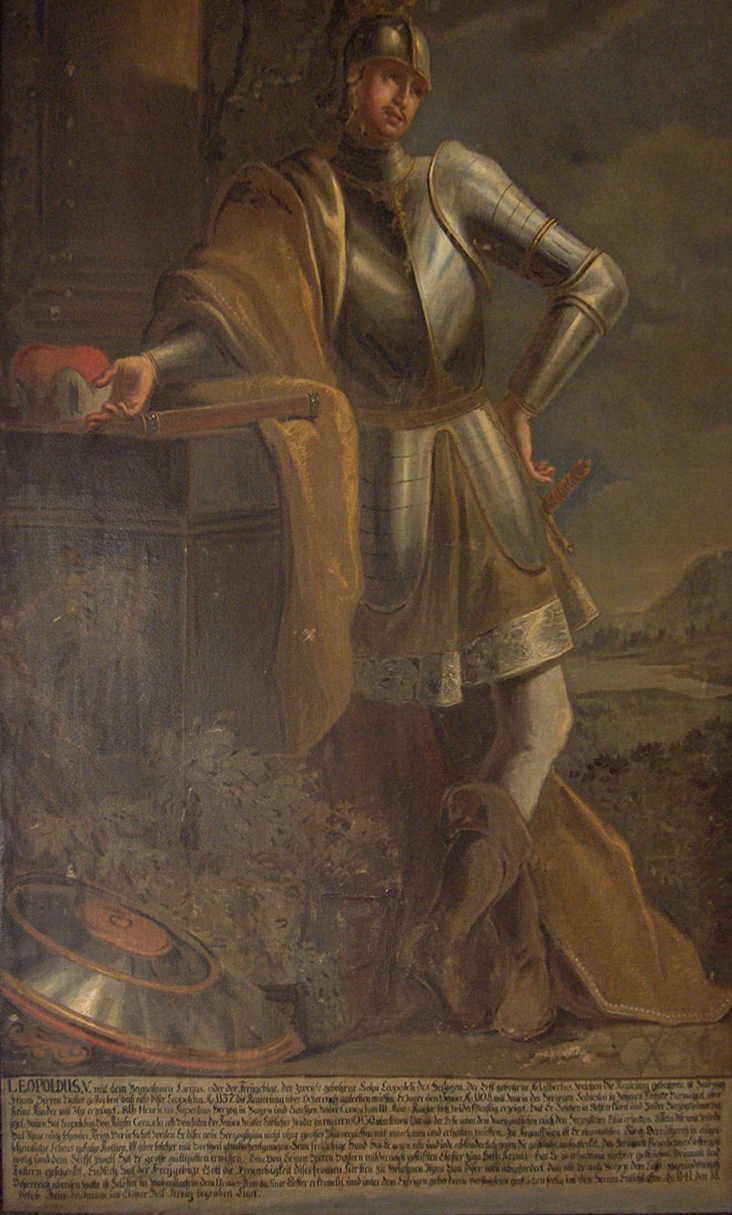
Леопольд V

Чоловік — Леопольд V, герцог Австрійський
У подружжя народилося кілька дітей, з яких відоміː
- Фрідріх (близько 1175—1198) — герцог Австрії у 1194—1198 роках, одруженим не був, дітей не мав;
- Леопольд (1177—1230) — герцог Австрії у 1198—1230 роках та Штирії у 1194—1230-х, був одруженим із Теодорою Ангеліною, мав семеро дітей;

## Генеалогія
Ілона веде свій родовід, в тому числі, й від Великих князів Київських з роду Мономаховичів та Ярославичів.